# Xã Worth, Quận Woodford, Illinois
Xã Worth (tiếng Anh: Worth Township) là một xã thuộc quận Woodford, tiểu bang Illinois, Hoa Kỳ. Năm 2010, dân số của xã này là 8.741 người.